# Smith Ely Jelliffe
Smith Ely Jelliffe (ur. 27 października 1866 w Brooklynie, zm. 25 września 1945 w Lake George) – amerykański neurolog, psychiatra, psychoanalityk. Praktykował w Nowym Jorku.

## Życiorys
Urodził się 27 października 1866 w Brooklynie jako syn Williama Munsona Jelliffego i Susan Emmy Kitchell. Początkowo zajmował się botaniką i farmacją, w połowie lat 90. XIX wieku zainteresował się psychiatrią, neuropsychiatrią i ostatecznie psychoanalizą. Był jednym z pierwszych zwolenników teorii Freuda w Stanach Zjednoczonych, przetłumaczył wiele jego prac na angielski. Od 1902 roku właściciel i wydawca "Journal of Nervous and Mental Disease". W 1907 roku razem z Williamem Alansonem White'em rozpoczął wydawanie Nervous and Mental Disease Monograph Series, w której to serii ukazały się dzieła Freuda, Junga, Adlera i innych europejskich psychoanalityków, a także monografie neurologiczne i psychiatryczne.

## Wybrane prace
- The flora of Long Island. The New Era Printing Company, 1899
- Diseases of the nervous system. Lea & Febiger, 1917